# Thanh toán điện tử
Thanh toán điện tử (Tiếng Anh: E-payment, Electronic Payment) được định nghĩa là bất kỳ hình thức chuyển tiền nào được thực hiện thông qua các thiết bị điện tử. Thanh toán bằng hệ thống này có thể được thực hiện qua Internet, hệ thống chuyển tiền điện tử (EFT - Electronic Funds Transfer), các hệ thống thanh toán bù trừ liên ngân hàng (Interbanking Clearing Systems) và hệ thống trao đổi dữ liệu điện tử tài chính (Financial EDI). Hệ thống thanh toán điện tử Electronic Payment System - EPS) có thể chia làm hai loại chính: thanh toán bán sỉ (Wholesale EPS) và thanh toán bán lẻ (Retail EPS). Thanh toán điện tử đóng một vai trò quan trọng và việc thiếu một hệ thống thanh toán hiệu quả có thể cản trở sự thành công của sự phát triển thương mại điện tử nói chung. Sự tăng trưởng vượt trội của internet đã kích thích các nhu cầu về hệ thống thanh toán điện tử. Nó hỗ trợ cho hoạt động thương mại điện tử, giúp cho các giao dịch thanh toán hàng hóa trở nên nhanh hơn, tiện lợi hơn và an toàn hơn.

## Lịch sử hình thành
Thanh toán điện tử đã xuất hiện rất lâu trên thế giới cùng với sự phát triển của Internet. Công nghệ là yếu tố hàng đầu thúc đẩy sự phát triển của thanh toán điện tử. Cùng với sự phát triển của các trang thương mại điện tử, nhu cầu thanh toán điện tử được tăng cao và phát triển đến hiện nay.
Thanh toán điện tử bắt nguồn từ những năm 1870, khi Western Union ra mắt hệ thống chuyển tiền điện tử vào năm 1871. Kể từ đó, mọi người đã chú trọng tới ý tưởng gửi tiền để thanh toán cho hàng hóa và dịch vụ mà không nhất thiết phải có mặt tại các điểm bán hàng.
Từ những năm 1870 đến cuối những năm 1960, các khoản thanh toán trải qua một sự chuyển đổi chậm nhưng dần dần. Vào những năm 1910, Cục Dự trữ Liên bang Mỹ (tiếng Anh: Federal Reserve of America) bắt đầu sử dụng điện báo để chuyển tiền. Những năm 1950, Diner Diner Club International đã trở thành công ty thẻ tín dụng độc lập đầu tiên, ngay sau đó là American Express. Năm 1959, American Express đã giới thiệu với thế giới thẻ nhựa đầu tiên cho thanh toán điện tử.
Bước vào thập niên 1970, mọi người trở nên phụ thuộc hơn vào máy tính như một phần của quy trình mua hàng. Năm 1972, Nhà thanh toán tự động (ACH - Automated Clearing House) được phát triển để xử lý hàng loạt khối lượng giao dịch lớn. NACHA đã thiết lập các quy tắc hoạt động cho thanh toán ACH chỉ hai năm sau đó.
Hệ thống thanh toán tiền điện tử có những ưu điểm giống như thanh toán tiền mặt, cụ thể là ẩn danh và thuận tiện. Như trong các hệ thống thanh toán điện tử khác (tức là dựa trên EFT và các trung gian), bảo mật trong quá trình giao dịch và lưu trữ là mối quan tâm hàng đầu.
Tại Việt Nam, thanh toán điện tử phát triển mạnh mẽ cùng với sự phát triển của Internet, 3G, điện thoại thông minh, thẻ ngân hàng và các trang thương mại điện tử, cụ thể là từ khoảng 2015. Người tiêu dùng thời đại mới đề cao sự thuận tiện nên sự ra đời của những trang thương mại điện tử kéo theo sự ra đời của thanh toán điện tử giúp cho người dùng tiết kiệm được thời gian trong việc mua sắm (mua vé máy bay, mua hàng trực tuyến) cũng như thanh toán các hóa đơn mỗi ngày (dịch vụ điện, nước, Internet, điện thoại, truyền hình cáp, đóng phí bảo hiểm) một cách nhanh chóng và thuận tiện hơn.

## Hình thức thanh toán
Có rất nhiều hình thức thanh toán điện tử trên toàn thế giới, tùy thuộc vào mỗi quốc gia, mỗi khu vực mà họ sử dụng và chấp nhận các hình thức thanh toán điện tử khác nhau. Có rất nhiều quan điểm khi phân nhóm các hình thức thanh toán điện tử nhưng nhìn chung, có thể chia thanh toán điện tử thành các hình thức chính như sau.

### Hệ thống thanh toán bù trừ liên ngân hàng
Hệ thống thanh toán bù trừ liên ngân hàng cho phép chuyển khoản, thanh toán bù trừ và thanh toán tiền giữa các ngân hàng. Các tổ chức nằm trong mạng lưới hệ thống thanh toán bù trừ liên ngân hàng có thể kể đến Hiệp hội Viễn thông Liên Ngân hàng và Tài chính Quốc tế (Society for Worldwide Interbank Financial Telemunication - SWIFT), Fedwire, Hệ thống thanh toán bù trừ liên ngân hàng quốc tế (Clearing House Interbank Payment Sytstem - CHIPS) và Hệ thống thanh toán bù trừ Úc.
Thanh toán bù trừ là một quy trình kế toán theo đó các ngân hàng xác định tổng số tiền mà họ nợ các ngân hàng khác hoặc các ngân hàng khác nợ họ (dựa trên thanh toán liên ngân hàng) và sau đó trả cho nhau số tiền chênh lệch để cân bằng sổ sách.

### Hệ thống chuyển tiền điện tử (EFT)
Chuyển tiền điện tử (EFT) là việc chuyển tiền từ tài khoản ngân hàng này sang tài khoản ngân hàng khác một cách tự động. Những giao dịch thanh toán EFT được thực hiện dựa trên hướng dẫn thanh toán. Thông tin hướng dẫn thanh toán bao gồm tài khoản thanh được sử dụng để thực hiện giao dịch và thông tin chi tiết tài khoản của người nhận tiền, và nó được cung cấp bởi người trả tiền cho tổ chức tài chính của họ.
EFT thường được được sử dụng cho các thanh toán B2B, hoặc thanh toán bán sỉ. Ngoài ra các doanh nghiệp cũng sử dụng hệ thống EFT để nhận thanh toán từ nhiều khách hàng. Sau này, hệ thống EFT còn được sử dụng để trả nợ, thanh toán hóa đơn tiện ích, thanh toán thuế, chuyển khoản liên tài khoản,....

### Hệ thống trao đổi dữ liệu điện tử tài chính (Financial EDI)
Hệ thống trao đổi dữ liệu điện tử tài chính là trao đổi điện tử thanh toán, thông tin liên quan đến thanh toán và các tài liệu liên quan đến tài chính ở định dạng chuẩn giữa các đối tác thương mại và kinh doanh. Cụ thể hơn, người trả tiền có thể gửi cho tổ chức tài chính của mình một hướng dẫn thanh toán hoặc tư vấn chuyển tiền dựa trên EDI, trong đó, tổ chức tài chính sẽ thực hiện thanh toán (thông qua một nhà điều hành thanh toán bù trừ tự động) với tổ chức tài chính thanh toán. Tổ chức tài chính từ người được trả tiền sau đó sẽ gửi cho người nhận tiền lời khuyên chuyển tiền, cũng có thể dựa trên EDI.

### Hệ thống thanh toán trực tuyến (IPS)
Sự phát triển của Internet và thương mại điện tử đã kích thích nhu cầu giao dịch trực tuyến. Hình thức này rất phù hợp đối với các giao dịch nhỏ và chi tiết, diễn ra thường xuyên trong cuộc sống hằng ngày. Hiện nay trên thế giới có rất nhiều công ty cung cấp dịch vụ này, ví dụ như Planet Payment, Total Merchant Services, Merchant Exchange Services…Để sử dụng dịch vụ thanh toán điện tử các doanh nghiệp cần phải có một tài khoản thương mại và một cổng thanh toán điện tử. Có thể kể đến các hình thức thanh toán điện tử trực tuyến thường gặp dưới đây.

#### Thanh toán trực tuyến dựa trên hệ thống của bên thứ ba
Hệ thống sử dụng các bên thứ ba để thiết lập niềm tin giữa hai bên đàm phán, bằng cách cung cấp ủy quyền cho cả hai bên. Ưu điểm lớn của phương pháp này là nó thực sự cung cấp cách xác minh danh tính của các bên liên quan, để các bên trong giao dịch có thể tin tưởng lẫn nhau.

#### Thanh toán giá trị nhỏ
Micropayments là hệ thống cho phép người mua thực hiện các khoản thanh toán giá trị nhỏ mà không mất bất kỳ khoản phí dịch vụ nào. Hệ thống thanh toán này dựa trên khái niệm tiền điện tử. Tiền điện tử kết hợp sự tiện lợi của máy tính với bảo mật và quyền riêng tư cải thiện hơn so với tiền mặt. Tiền điện tử có thể lưu trữ giá trị và trao đổi giá trị điện tử hoặc kỹ thuật số. Đây là hình thức đang được áp dụng rộng rãi vì tính thực tế của nó đối với sự phát triển thương mại điện tử hiện nay.

#### Thanh toán trực tuyến bằng thẻ
Với hình thức này, khách hàng được sử dụng trực tiếp thẻ tín dụng, thẻ ghi nợ hoặc thẻ thông minh để thanh toán cho giao dịch. Người dùng được yêu cầu cung cấp thông tin chủ thẻ để thực hiện thanh toán trực tuyến.
Thẻ thông minh đã được sử dụng rộng rãi tại các nước Châu Âu và châu Á trong 2 thập kỷ gần đây. Các hệ thống thanh toán điện tử dựa trên thẻ thông minh. Trong các hệ thống này, số dư tài khoản được lưu trữ ngay trên chip của thẻ, không cần phải lưu trên một tài khoản bên ngoài tại ngân hàng, điều này cho phép các trạm đầu và cuối trong giao dịch quyết định luôn việc chấp nhận thanh toán từ thẻ hay không mà không cần phải nối mạng về trung tâm ở ngân hàng.

## Lợi ích của thanh toán
Bằng hình thức thanh toán điện tử, đặc biệt là trong đời sống hiện đại ngày nay, nó đem lại rất nhiều sự thuận tiện cho người tiêu dùng và cả các doanh nghiệp. Hiện nay, có nhiều những hoạt động mua bán, trao đổi và thanh toán bằng hình thức này vì các đặc tính mà nó mang lại như: Tính độc lập, bảo mật, giảm thiểu chi phí giao dịch, thuận tiện, linh hoạt, dễ dàng kiểm soát lịch sử thanh toán.

### Lợi ích chung
Quá trình mua bán hàng hóa và thanh toán trở nên dễ dàng hơn hay nói cách khác là góp phần hoàn thiện và phát triển thương mại điện tử làm cho hoạt động của các trang mua bán qua mạng hoạt động trơn tru và đơn giản hơn.
Đảm bảo quyền lợi cho các bên tham gia và giảm thiểu những rủi ro thanh toán bằng tiền mặt như thất thoát, thiếu tiền, quên ví,...đặc biệt là đối với những giao dịch có giá trị lớn. Khi sử dụng thanh toán điện tử, mọi giao dịch sẽ được thực hiện chính xác tới từng con số, minh bạch và rõ ràng.
Góp phần hiện đại hóa hệ thống thanh toán và giúp cho những giao dịch được thực hiện nhanh hơn và an toàn hơn.

### Lợi ích đối với doanh nghiệp
'Dễ dàng theo dõi, kiểm soát và quản lý dòng tiền': Các doanh nghiệp sẽ dễ dàng kiểm soát được dòng tiền và theo dõi những tiến trình giao dịch bằng cách tra cứu lại những giao dịch đã thực hiện và được lưu trữ cụ thể những thông tin chi tiết từng giao dịch.
Tạo sự chuyên nghiệp cho hoạt động kinh doanh: Đặc biệt đối với các hoạt động kinh doanh trực tuyến, khi các doanh nghiệp mở rộng kênh phân phối trực tuyến thì việc đảm bảo sự thuận lợi khi mua hàng cho khách hàng qua kênh này là rất cần thiết. Ngày nay, khi khách hàng mua hàng trực tuyến sẽ có xu hướng thanh toán qua thẻ tín dụng trực tuyến hay ví điện tử. Vì vậy, khi tất cả mọi hoạt động trao đổi trở nên dễ dàng hơn, khách hàng sẽ có những giá trị cảm nhận cao hơn về doanh nghiệp. Ngược lại, nếu doanh nghiệp không thực hiện các cổng thanh toán trực tuyến sẽ tạo ra một rào cản đối với khách hàng bởi những bất tiện trong quá trình mua hàng.
Giảm chi phí cho doanh nghiệp, tăng hiệu quả kinh doanh: Các thanh toán mà các doanh nghiệp thực hiện gần như được diễn ra hàng ngày với nhiều cách thức khác nhau. Với thanh toán điện tử thì các giao dịch sẽ được thực hiện thông qua internet, các chi phí sử dụng giấy bút và bưu chính trong cách thức thanh toán truyền thống sẽ được giảm đi rất nhiều và cả những thất thoát mà doanh nghiệp phải chịu khi giao dịch bằng tiền mặt, chi phí nhân viên, chi phí văn phòng,...
Tiếp cận đối tượng mới: Thương mại điện tử mở ra thị trường mục tiêu mới rất đáng kể. Vì tính chất không có giới hạn về địa lý hoặc thời gian của nó mà, khách hàng có thể truy cập trang web của doanh nghiệp và mua sản phẩm từ bất cứ đâu và bất cứ lúc nào.
Duy trì được khách hàng: Trải nghiệm khách hàng có ảnh hưởng rất lớn đến mối quan hệ giữa doanh nghiệp và khách hàng sau này. Do đó, không chỉ các hình thức mua bán trực tuyến mà cả những cửa hàng trực tiếp đều đang cải thiện hệ thống thanh toán nhằm mang một trải nghiệm tốt hơn cho khách hàng. Như khi khách hàng không thể thanh toán bằng tiền mặt họ sẽ có thể thay thế bằng những hình thức khác. Việc lưu trữ được giao dịch với khách hàng trước đây sẽ tiết kiệm được thời gian khi thanh ở lần kế tiếp, khiến cho trải nghiệm khách hàng được tốt hơn. Từ đó mà mối quan hệ với khách hàng được thiết lập và gắn bó bền vững.
Giảm tải được việc phải duy trì một nguồn tài liệu lớn về thanh toán: Khi thanh toán bằng hệ thống thanh toán điện tử, tất cả thanh toán sẽ được lưu trữ lại trên hệ thống trực tuyến. Doanh nghiệp có thể rà soát, xem lại mà không cần tốn nhiều công sức để tra cứu các hồ sơ thanh toán theo cách thức truyền thống.

### Lợi ích đối với người dùng
Khách hàng có thể giao dịch nhanh chóng và thuận tiện hơn: Hiện nay, việc mua sắm trực tuyến không còn là quá xa lạ với chúng ta. Vì thế để đáp ứng cho sự phát triển của kinh doanh trực tuyến, các hình thức thanh toán trực tuyến cũng được chú trọng và ứng dụng nhiều hơn. Người mua hàng sẽ có thể thực hiện thanh toán đơn hàng một cách nhanh chóng và chính xác hơn mà không cần phải di chuyển nhiều hay thông qua một đơn vị trung gian khác như ngân hàng, bưu điện,...
Tiết kiệm chi phí và thời gian: Nhờ những đặc tính mà thanh toán trực tuyến có được giúp cho người tiêu dùng tiết kiệm được nhiều loại chi phí hơn trước như chi phí di chuyển, chi phí giao dịch, cũng như các chi phí phát sinh khác.
An toàn, bảo mật thông tin: Với thanh toán điện tử, việc bị đánh mất thông tin sẽ rất khó có khả năng xảy ra. Những nhà cung cấp dịch vụ thanh toán điện tử đều có cơ chế bảo mật thông tin tốt nhất cho khách hàng. Vì vậy, người dùng có thể an tâm với các dữ liệu cá nhân được cung cấp.
Cho phép người tiêu dùng tiếp cận với thị trường toàn cầu: Không chỉ đơn giản giúp cho người tiêu dùng linh hoạt và thuận tiện hơn trong việc thanh toán chi phí khi mua hàng nó còn cho phép người tiêu dùng có thể tiếp cận với thị trường toàn cầu và thực hiện mua hàng ở mọi nơi trên thế giới dễ dàng và đơn giản hơn. Người tiêu dùng chỉ cần có một tài khoản với đầy đủ thông tin của mình như số lượng, địa chỉ thanh toán và thẻ tín dụng. Tất cả những gì họ cần làm là xác nhận đơn hàng và thực hiện thanh toán chỉ với một nút bấm là đã có thể mua được hàng từ nhiều nơi trên thế giới.

## Những lưu ý khi sử dụng
Dù ở vai trò nào trong bất kỳ một giao dịch thì cũng cần có những lưu ý khi thực hiện thanh toán điện tử.
Để sử dụng thanh toán điện tử, người dùng cần có tài khoản thương mại và thanh toán bằng thẻ tín dụng hoặc các loại thẻ ghi nợ bao gồm: Visa, Mastercard, American Express, Discover,... và cung cấp các thông tin cơ bản như họ tên, số điện thoại, số thẻ tín dụng, hạn sử dụng thẻ thanh toán,...
Đảm bảo được tính bảo mật: Khi sử dụng thanh toán điện tử thì điều nên cân nhắc đó chính là điều khoản về bảo mật. Hiện tại các cổng thanh toán đều thiết lập nhiều bước nhằm đảm bảo thông tin của người sử dụng như: cài đặt mật khẩu mạnh, thay đổi mật khẩu định kỳ. Ngoài ra có nhiều hãng điện thoại cho ra đời những ứng dụng hỗ trợ thanh toán tích hợp với điện thoại nhằm tạo ra những giao dịch dựa trên thông tin của thẻ tín dụng để đảm bảo an toàn. Trong đó, hiện tại Samsung Pay là một trong những ứng dụng phổ biến và được tin dùng.
Có rất nhiều đối tượng lừa đảo, tiếp cận khách hàng bằng nhiều hình thức nhằm truy cập vào được ví điện tử của khách hàng có thể là qua một tin nhắn, một website hoặc email,... để đánh cắp thông tin. Hiện nay, các ngân hàng đang nỗ lực đầu tư vào công nghệ mới trong thanh toán điện tử và chúng ta cũng cần chung tay cảnh giác, chủ động phòng ngừa các hành vi gian lận.
Đặc biệt là đối với các doanh nghiệp thì cần phải đảm bảo tất cả những yếu tố sau: dịch vụ kiểm tra thẻ tín dụng, tài khoản thương mại, các công cụ phát triển website cũng như các phần mềm liên quan đến kiểm hàng, thanh toán và đóng gói hàng để đảm bảo tốt nhất cho hệ thống thanh toán của doanh nghiệp.